# Subcontrabassaxofoon
De subcontrabassaxofoon is de grootste saxofoon ter wereld. Tot op heden zijn er maar twee van gemaakt door Selmer. Dit 2 meter grote muziekinstrument is moeilijk te bespelen. Het is te bezichtigen in het saxofoonmuseum in Dinant, de geboorteplaats van saxofoonuitvinder Adolphe Sax.
De tubax in Bes is een nieuwe versie van dit instrument. De boring is omwille van de hanteerbaarheid veel nauwer gemaakt en eigenlijk is het dus geen 'echte' saxofoon. Er bestaat ook een tubax in Es, met de omvang van een contrabassaxofoon.